# Erlend Øye
Erlend Øye, né le 21 novembre 1975 à Bergen, est un musicien et chanteur norvégien. Il est connu à la fois pour faire partie des groupes Kings of Convenience et The Whitest Boy Alive et pour sa carrière en solo et ses multiples collaborations avec des artistes importants de la scène électronique.

## Biographie
Moitié du groupe Kings of Convenience avec Erik Glambek Bøe à partir de 1998 et guitariste et chanteur du groupe The Whitest Boy Alive avec Marcin Öz, Sebastian Maschat et Daniel Nentwig à partir de 2003, Erlend Øye s'est fait connaître dès 1996, avec les groupes Peachfuzz, qu'il forme avec Caroline Nesbø et Karl Fredrik Alnes, et Skog, qu'il forme avec Anders Waage Nilsen, Øystein Bruvik, Eirik Glambek Bøe et avec lequel il sort son premier album, Eternal, en 1997.
Il prête sa voix à Röyksopp pour les morceaux Poor Leno et Remind Me sur l'album Melody A.M. paru en 2001 et à DJ Hell pour le morceau Keep on Waiting sur l'album NY Muscle paru en 2003.
En 2011, il produit Hest, le second album de Kakkmaddafakka et collabore à cinq morceaux de l'album Crush de la chanteuse belgo-thaï Palmy.

## Discographie

### Albums studio
- 2003 : Unrest
- 2014 : Legao